# Segundo Gobierno de Jrushchov
El Segundo Gobierno de Jrushchov fue el gabinete de la Unión Soviética establecido en 1962 con Nikita Jrushchov como jefe de Gobierno, desempeñándose como presidente del Consejo de Ministros. Se estableció el 25 de abril de 1962. Finalizó el 14 de octubre de 1964, tras la dimisión de Jrushchov al cargo.

## Composición
| Ministro                                                                  | Titular                           | Partido |
| ------------------------------------------------------------------------- | --------------------------------- | ------- |
| Presidente                                                                | Nikita Jrushchov                  | PCUS    |
| Primer Vicepresidente                                                     | Anastás Mikoyán                   | PCUS    |
| Primer Vicepresidente                                                     | Alekséi Kosyguin                  | PCUS    |
| Primer Vicepresidente                                                     | Dmitri Ustínov (1963-1964)        | PCUS    |
| Vicepresidentes                                                           | Konstantín Rudnev                 | PCUS    |
| Vicepresidentes                                                           | Nikolái Ignativ                   | PCUS    |
| Vicepresidentes                                                           | Aleksándr Zasiadko (1962)         | PCUS    |
| Vicepresidentes                                                           | Piótr Lomako                      | PCUS    |
| Vicepresidentes                                                           | Vladímir Nóvikov (1962)           | PCUS    |
| Vicepresidentes                                                           | Dmitri Ustínov (1962-1963)        | PCUS    |
| Vicepresidentes                                                           | Leonid Smirnov (1963-1964)        | PCUS    |
| Vicepresidentes                                                           | Veniamin Dymshitz                 | PCUS    |
| Vicepresidentes                                                           | Dmitri Polianski                  | PCUS    |
| Vicepresidentes                                                           | Aleksándr Shelepin                | PCUS    |
| Vicepresidentes                                                           | Ignati Novikov                    | PCUS    |
| Vicepresidentes                                                           | Mijaíl Lesetshko                  | PCUS    |
| Administrador de Asuntos                                                  | Gueorgui Stepánov                 | PCUS    |
| Asuntos Exteriores                                                        | Andréi Gromiko                    | PCUS    |
| Defensa                                                                   | Rodión Malinovski                 | PCUS    |
| Mecánica Mediana                                                          | Efim Slavski                      | PCUS    |
| Comercio Exterior                                                         | Nikolái Patolichev                | PCUS    |
| Salud                                                                     | Serguéi Kurashov                  | PCUS    |
| Ferrocarriles                                                             | Boris Beshchev                    | PCUS    |
| Agricultura                                                               | Konstantín Pysin (1962-1963)      | PCUS    |
| Agricultura                                                               | Iván Volovtshenko (1963-1964)     | PCUS    |
| Educación Superior y Educación Secundaria Profesional                     | Viacheslav Eliutin                | PCUS    |
| Geología y Protección Subterránea (1962-1963)                             | Aleksándr Sidorenko               | PCUS    |
| Cultura                                                                   | Ekaterina Furtseva                | PCUS    |
| Finanzas                                                                  | Vasili Garbuzov                   | PCUS    |
| Construcción y Electricidad (1962)                                        | Ignatius Novikov                  | PCUS    |
| Energía y Electrificación (1962-1963)                                     | Ignatius Novikov (1962)           | PCUS    |
| Energía y Electrificación (1962-1963)                                     | Piótr Neporozhni (1962-1963)      | PCUS    |
| Asuntos Marítimos                                                         | Víktor Bakaev                     | PCUS    |
| Información                                                               | Nikolái Psurtsev                  | PCUS    |
| Construcción de Transporte (1962-1963)                                    | Evgeni Kozhevnikov                | PCUS    |
| Presidente del Gosbank                                                    | Aleksándr Korovushkin (1962-1963) | PCUS    |
| Presidente del Gosbank                                                    | Alekséi Poskonov (1963-1964)      | PCUS    |
| Comité Estatal de Construcción (1962-1963)                                | Iván Grishmánov (1962)            | PCUS    |
| Comité Estatal de Construcción (1962-1963)                                | Ignati Novikov (1962-1963)        | PCUS    |
| Comité Estatal de Trabajo y Salarios                                      | Aleksándr Vólkov                  | PCUS    |
| Comité Estatal de Radio y Televisión                                      | Mijaíl Jarlamov                   | PCUS    |
| Comité Estatal de Tecnología Aerenáutica (1962-1963)                      | Piótr Dementiev                   | PCUS    |
| Comité Estatal de Relaciones Económicas Extranjeras                       | Semión Skackov                    | PCUS    |
| Comité Estatal de Radio y Electrónica (1962-1963)                         | Valeri Kalmikov                   | PCUS    |
| Comité Estatal de Construcción Naval (1962-1963)                          | Borís Butoma                      | PCUS    |
| Comité Estatal de Planificación                                           | Vladímir Nóvikov (1962)           | PCUS    |
| Comité Estatal de Planificación                                           | Veniámin Dymshitz (1962)          | PCUS    |
| Comité Estatal de Planificación                                           | Piótr Lomako (1962-1963)          | PCUS    |
| Comité Estatal de Ingeniería Mecánica y Automática                        | Anatoli Kostousov                 | PCUS    |
| Comité Estatal de Energía Atómica                                         | Andrusik Petrosiants              | PCUS    |
| Comité Estatal de Relaciones Culturales                                   | Serguéi Romanovski                | PCUS    |
| Comité Estatal de Adquisiciones                                           | Leonid Korniets                   | PCUS    |
| Comité Estatal de la Coordinación de Investigación Científica (1962-1963) | Konstantín Rudnev                 | PCUS    |
| Comité Estatal de la Industria de Combustible (1962-1963)                 | Nikolái Melnikov                  | PCUS    |
| Comité Estatal de Metalurgia Ferrosa y No Ferrosa (1962-1963)             | Vsévolod Boyko                    | PCUS    |
| Comité Estatal de Tecnología Electrónica (1962-1963)                      | Aleksándr Shokin                  | PCUS    |
| Comité Estatal de Industria Ligera (1962-1963)                            | Nikolái Tarasov                   | PCUS    |
| Comité Estatal de Silvicultura (1962-1963)                                | Gueorgui Orlov                    | PCUS    |
| Comité Estatal de Industria Alimentaria (1962-1963)                       | Piótr Naumenko                    | PCUS    |
| Comité Estatal de Radio y Televisión                                      | Mijaíl Garlamov                   | PCUS    |
| Comité Estatal de Pesca (1962-1963)                                       | Aleksándr Ishkov                  | PCUS    |
| Comité Estatal de Comercio                                                | Aleksándr Struyev                 | PCUS    |
| Comité Estatal de Cinematografía (1963-1964)                              | Alekséi Romanov                   | PCUS    |
| Comité Estatal de la Industria de Defensa                                 | Leonid Smirnov                    | PCUS    |
| Comité Estatal de Prensa                                                  | Pável Romanov                     | PCUS    |
| Comité Estatal de Electrotécnica (1963)                                   | Nikolái Obolenski                 | PCUS    |
| Comité de Seguridad del Estado                                            | Vladímir Semichastni              | PCUS    |
| Comité Estatal de Química (1962-1963)                                     | Víktor Fiódorov                   | PCUS    |
| Comité Estatal de Reservas Minerales (1962-1963)                          | Iliá Malyshev                     | PCUS    |
| Comité Estatal de Control                                                 | Gueorgui Enyutin                  | PCUS    |
| Comité Estatal de Invenciones y Descubrimientos                           | Yuri Maksarev                     | PCUS    |
| Comité Estatal de Literatura y Bellas Artes                               | Nikolái Tijonov                   | PCUS    |
| Comité Estatal de Control del Partido                                     | Aleksándr Shelepin                | PCUS    |
| Comité Estatal de la Fijación de Pensiones                                | Nona Muraviova                    | PCUS    |
| Comité Estatal de Derecho                                                 | Andréi Denísov (1962)             | PCUS    |
| Comité Estatal de Derecho                                                 | Víktor Chjikvadze (1962-1964)     | PCUS    |
| Comité Estatal de Creencias y Religiones                                  | Alekséi Puzin                     | PCUS    |
| Comité Estatal Ortodoxo Oriental                                          | Vladímir Kuroyedov                | PCUS    |
| Comité Estatal Económico y Científico (1962)                              | Aleksándr Zasyadko (1962)         | PCUS    |
| Comité Estatal Económico y Científico (1962)                              | Vladímir Nóvikov (1962)           | PCUS    |
| Comité Estatal de Construcción (1962-1963)                                | Ignatius Nóvikov                  | PCUS    |
| Consejo Supremo de Economía Nacional                                      | Dmitri Ustínov                    | PCUS    |
| Consejo Científico                                                        | Mijaíl Lavréntiev                 | PCUS    |
| Presidente del Consejo de Ministros de la RSFS de Rusia                   | Dmitri Poliánski (1962)           | PCUS    |
| Presidente del Consejo de Ministros de la RSFS de Rusia                   | Gennadi Voronov (1962-1964)       | PCUS    |
| Presidente del Consejo de Ministros de la RSS de Ucrania                  | Volodímir Scherbitski (1962-1963) | PCUS    |
| Presidente del Consejo de Ministros de la RSS de Ucrania                  | Iván Kazanets (1963-1964)         | PCUS    |
| Presidente del Consejo de Ministros de la RSS de Bielorrusia              | Tijón Kiseliev                    | PCUS    |
| Presidente del Consejo de Ministros de la RSS de Moldavia                 | Alexandru Diordiță                | PCUS    |
| Presidente del Consejo de Ministros de la RSS de Lituania                 | Motiejus Šumauskas                | PCUS    |
| Presidente del Consejo de Ministros de la RSS de Letonia                  | Vitālijs Rubenis                  | PCUS    |
| Presidente del Consejo de Ministros de la RSS de Estonia                  | Valter Klauson                    | PCUS    |
| Presidente del Consejo de Ministros de la RSS de Armenia                  | Anton Kochinián                   | PCUS    |
| Presidente del Consejo de Ministros de la RSS de Azerbaiyán               | Anvar Alijánov                    | PCUS    |
| Presidente del Consejo de Ministros de la RSS de Georgia                  | Givi Dzhavajishvili               | PCUS    |
| Presidente del Consejo de Ministros de la RSS de Kazajistán               | Salken Daulenov (1962)            | PCUS    |
| Presidente del Consejo de Ministros de la RSS de Kazajistán               | Masimjan Béisembayev (1962)       | PCUS    |
| Presidente del Consejo de Ministros de la RSS de Kazajistán               | Dinmujamed Kunáyev (1962-1964)    | PCUS    |
| Presidente del Consejo de Ministros de la RSS de Kirguistán               | Bolot Mambetov                    | PCUS    |
| Presidente del Consejo de Ministros de la RSS de Uzbekistán               | Rajmankul Kurbanov                | PCUS    |
| Presidente del Consejo de Ministros de la RSS de Tayikistán               | Abdulahad Kajarov                 | PCUS    |
| Presidente del Consejo de Ministros de la RSS de Turkmenistán             | Abdi Annaliyev (1962-1963)        | PCUS    |
| Presidente del Consejo de Ministros de la RSS de Turkmenistán             | Muhammetnazar Gapúrov (1963-1966) | PCUS    |

- Datos: Q4426208